# Протостомије
Протостомије (лат. Protostomia) су раздио животиња са потпуним системом органа за варење код којих се у ембрионалном развоју цријева прауста обликују у уста, а отвор ануса се јавља секундарно. У ову скупину спадају Ecdysozoa и Lophotrochozoa.
За разлику од деутеростомија, протостомије су парафилетичка скупина животиња.
Припадници протостомија су:
- Ecdysozoa
  - Ваљкасти црви
  - Nematomorpha
  - Tardigrada
  - Зглавкари
- Lophotrochozoa
  - Мекушци
  - Чланковити црви
  - Морске маховине
  - Шкољке светиљке
  - Echiura
- Platyzoa
  - Пљоснати црви
  - Gastrotricha
  - Gnathostomulida
  - Limnognathia
  - Ротаторија
  - Циклиофора
  - Акантоцефале